# Sacagaweadollar
Sacagaweadollarn är ett amerikanskt dollarmynt som har präglats varje år sedan år 2000. Myntet ersatte endollarmyntet med Susan B. Anthony vilket varit impopulärt på grund av att det lätt förväxlades med 25 cent myntet. 
Ursprungligen föreslogs Frihetsgudinnan som motiv till myntet men i slutändan blev det shoshonskan Sacagawea som valdes att pryda myntet.